# Tenma
Tenma war das zweite japanische Weltraumteleskop für Röntgenastronomie. Der ursprüngliche Projektname ASTRO-B wurde nach dem Start in Tenma geändert.
Tenma wurde am 20. Februar 1983 vom Kagoshima Space Center mit einer M-3S-Rakete gestartet und war bis zum 11. November 1985 in Betrieb, seit Juli 1984 mit reduzierter Effektivität wegen eines Batterieproblems. Am 19. Januar 1989 trat Tenma wieder in die Erdatmosphäre ein. Der vom Institute of Space and Astronautical Science entwickelte Röntgensatellit hatte Instrumente für den Röntgenbereich zwischen Energien von 0.1 und 60 keV.
Hauptinstrument war ein am Gasszintillations-Proportionalzähler für 2-60 keV.
Mit seiner verbesserten Energieauflösung (etwa 9,5 % bei einer Energie von 6 keV) konnte Tenma die Röntgenemissionslinien von Eisen bei 6.3-6.7 keV in Röntgendoppelsternen, der Milchstraße und aktiven galaktischen Kernen untersuchen.